# Apatidelia gansuensis
Apatidelia gansuensis är en nattsländeart som beskrevs av Wolfram Mey 1997. Apatidelia gansuensis ingår i släktet Apatidelia och familjen Apataniidae. Inga underarter finns listade i Catalogue of Life.